# ジェームズ・トムキンス
ジェームズ・オリヴァー・チャールズ・トムキンス（James Oliver Charles Tomkins, 1989年3月29日 - ）は、イングランド・バジルドン出身の元サッカー選手。現役時代のポジションはDF。
センターバックであるが、右サイドバックとディフェンシブハーフも務めることができる。U-21イングランド代表経験があり、オリンピックサッカーグレートブリテン代表としてロンドンオリンピックに出場した。ウェストハム・ユナイテッドのアカデミー出身である。

## クラブ経歴

### ウェストハム・ユナイテッド
地元のサンデイリーグでプレイしていた7歳の時にスカウトされ、ウェストハム・ユナイテッドのユースに加入した。当初はフォワードの選手であったが、最終的にセンターバックにポジションを移した。2005年にはスカラーシップを受けたが、トップチームにデビューするまでいくつかの怪我に悩まされた。

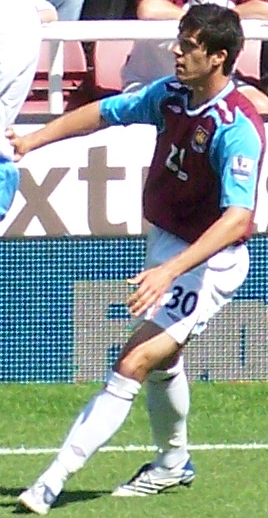
ウェストハムでプレイするトムキンス（2008年）

2008年3月22日に行われたアウェイのエヴァトン戦でプレミアリーグデビューを果たしたが、足を滑らせヤクブ・アイェグベニに先制となるゴールを許してしまった。センターバックのレギュラーはジェームズ・コリンズ、ダニー・ガビドン、マシュー・アップソンが務めていたが、それぞれが怪我でチームを離脱することが少なくなかったため、トムキンスは5試合にスターティングメンバーとして出場し、1試合に途中交代で出場することができ、2007-08シーズン終了後にはクラブの最優秀若手選手に選出された。
2008年11月27日にダービー・カウンティと5週間のローン契約を結び、11月29日に行われたバーンリー戦でデビューを果たした。ダービーではウェストハムで監督を務めていたジャンフランコ・ゾラに呼び戻されるまで全公式戦で8試合に出場した。復帰後はウェストハムのトップチームで出場機会が増え、2009年3月21日にイーウッド・パークで行われ、1-1で引き分けたブラックバーン・ローヴァーズ戦ではジョナサン・スペクターとディフェンスラインを構築し、フル出場を果たした。負傷していたコリンズの代役と見なされていたが、4月4日に行われたサンダーランド戦でマーク・ノーブルのコーナーキックから初ゴールを記録し、同月に他のユース出身の選手とともにクラブから長期の契約延長を打診された。
ジェームズ・コリンズが移籍し、ダニー・ガビドンが怪我で離脱していたため2009-10シーズンの始めはレギュラーとしてプレイしていたが、クラブがマヌエル・ダ・コスタを獲得したことにより一時的にポジションを失った。しかし、数試合後にはポジションを取り戻し、キャプテンのマシュー・アップソンとコンビを組み、2010年1月7日にはその年初めての無失点試合を達成したアストン・ヴィラ戦のマン・オブ・ザ・マッチに選出された。
2010-11シーズンは全公式戦28試合に出場し、アップトン・パークで行われたマンチェスター・シティ戦で唯一のゴールを挙げた。2011年1月1日に行われたウルヴァーハンプトン・ワンダラーズ戦ではウェストハムのトップチームで50試合目の出場を果たし、チームも2-0で勝利した。
2011-12シーズンは新たにウィンストン・リードとコンビを組むことになった。4-0で勝利したヴィカレイジ・ロードで行われたワトフォード戦でシーズン初ゴールを記録し、8月のクラブ月間最優秀選手に選ばれた。シーズン中にはクイーンズ・パーク・レンジャーズとニューカッスル・ユナイテッドの両クラブから400万ポンドの移籍金で関心を持たれたが、2012年1月21日にクラブと4年半の契約延長に合意し、早々に噂は打ち切られた。契約延長後には、「地元の少年でユースから育ってきたクラブへの忠誠心は、お金よりはるかに大きなものだ。」と、述べ、クラブへの愛着を示した。トムキンスはチャンピオンシップで良いパフォーマンスを発揮し、チームメイトのマーク・ノーブルとともにPFA年間ベストイレブンに選出された。クラブの最優秀選手の候補にも選ばれたが、ファン投票によりノーブルが選ばれた。

### クリスタル・パレス
2016年7月5日、ウェストハムと同じくロンドンを本拠地とするクリスタル・パレスへ1000万ポンドで移籍が決定し、トムキンスは5年間の契約を結んだ。8月20日に行われた開幕節である第1節のトッテナム・ホットスパー戦にて、82分にダミアン・デラニーとの負傷交代がリーグデビュー戦となった。初ゴールは9月18日の第5節ストーク・シティ戦。また、これ以降スタメンに定着するようになった。
しかし、2019-20シーズンより出番が減少。ガリー・ケーヒルが新たに加入したり、MFでプレーしていたシェイフ・クヤテがセンターバックにコンバートされたことによって、余剰戦力となった。2021-22シーズンより、パトリック・ヴィエラが新監督になって以降は、ヨアキム・アンデルセンとマルク・グエイがセンターバックにチョイスされたため、出番は少なかった。

## 代表経歴

### イングランド U-21
U-15、U-16、U-17、U-19と各年代の代表を経験し、U-21代表にも選出されていた。UEFA U-19欧州選手権2008ではチームメイトであったフレディ・シアーズとともに全試合に出場した。U-21イングランド代表でのデビューは2009年6月8日に行われたアゼルバイジャン代表戦である。UEFA U-21欧州選手権2009のメンバーにも選ばれたが、 スティーブン・テイラーとデヴィッド・ウィーターのバックアップという位置づけであった。大会後にも代表に招集され、マイケル・マンシェンとレギュラーとしてコンビを組んだ。UEFA U-21欧州選手権2011の予選数試合にも招集されたが練習中に負傷し、チームを離脱した。

### ロンドンオリンピック
2011-12シーズンの活躍が評価され、トムキンスはロンドンオリンピックに出場するオリンピックサッカーグレートブリテン代表に選出された。イギリス代表としてはブラジル代表との大会前の試合とUAE代表戦の2試合に出場した。トムキンスは2012-13シーズンの開幕を万全のコンディションで迎えることが難しくなることから自身をメンバーに選出することに対して批判的であった。

## パーソナルライフ
2013年12月23日にトムキンスは公共の場で酔っぱらい逮捕に抵抗したため、警察官への暴行罪で逮捕されたが、1月9日までにバジルドン治安判事裁判所に出廷することとして保釈された。トムキンスは罪を認め裁判を回避し、2014年9月29日に7605ポンドの罰金を科された。

## 個人成績
| クラブ                     | シーズン | リーグ             | リーグ | リーグ | リーグカップ | リーグカップ | FAカップ | FAカップ | その他 | その他 | 国際大会 | 国際大会 | 合計 | 合計 |
| クラブ                     | シーズン | リーグ             | 出場   | 得点   | 出場         | 得点         | 出場     | 得点     | 出場   | 得点   | 出場     | 得点     | 出場 | 得点 |
| -------------------------- | -------- | ------------------ | ------ | ------ | ------------ | ------------ | -------- | -------- | ------ | ------ | -------- | -------- | ---- | ---- |
| ウェストハム・ユナイテッド | 2007-08  | プレミアリーグ     | 6      | 0      | 0            | 0            | 0        | 0        | —      | —      | —        | —        | 6    | 0    |
| ウェストハム・ユナイテッド | 2008-09  | プレミアリーグ     | 12     | 1      | 0            | 0            | 3        | 0        | —      | —      | —        | —        | 15   | 1    |
| ウェストハム・ユナイテッド | 2009-10  | プレミアリーグ     | 23     | 0      | 2            | 0            | 1        | 0        | —      | —      | —        | —        | 26   | 0    |
| ウェストハム・ユナイテッド | 2010-11  | プレミアリーグ     | 19     | 1      | 6            | 0            | 3        | 0        | —      | —      | —        | —        | 28   | 1    |
| ウェストハム・ユナイテッド | 2011-12  | チャンピオンシップ | 44     | 4      | 0            | 0            | 0        | 0        | 3      | 0      | —        | —        | 47   | 4    |
| ウェストハム・ユナイテッド | 2012-13  | プレミアリーグ     | 26     | 1      | 1            | 0            | 2        | 0        | —      | —      | —        | —        | 29   | 1    |
| ウェストハム・ユナイテッド | 2013-14  | プレミアリーグ     | 31     | 0      | 4            | 0            | 0        | 0        | —      | —      | —        | —        | 35   | 0    |
| ウェストハム・ユナイテッド | 2014-15  | プレミアリーグ     | 22     | 1      | 0            | 0            | 3        | 0        | —      | —      | —        | —        | 25   | 1    |
| ウェストハム・ユナイテッド | 2015-16  | プレミアリーグ     | 25     | 0      | 1            | 0            | 2        | 1        | —      | —      | 4        | 2        | 32   | 3    |
| ウェストハム・ユナイテッド | 通算     | 通算               | 208    | 8      | 14           | 0            | 14       | 1        | 3      | 0      | 4        | 2        | 243  | 11   |
| ダービー・カウンティ       | 2008-09  | チャンピオンシップ | 7      | 0      | 0            | 0            | 0        | 0        | —      | —      | —        | —        | 7    | 0    |
| ダービー・カウンティ       | 通算     | 通算               | 7      | 0      | 0            | 0            | 0        | 0        | 0      | 0      | 0        | 0        | 7    | 0    |
| クリスタル・パレス         | 2016-17  | プレミアリーグ     | 24     | 3      | 1            | 0            | 2        | 0        | ー     | ー     | ー       | ー       | 27   | 3    |
| クリスタル・パレス         | 2017-18  | プレミアリーグ     | 28     | 3      | 2            | 0            | ー       | ー       | ー     | ー     | ー       | ー       | 30   | 3    |
| クリスタル・パレス         | 2018-19  | プレミアリーグ     | 0      | 0      | 0            | 0            | 0        | 0        | 0      | 0      | 0        | 0        | 0    | 0    |
| クリスタル・パレス         | 通算     | 通算               | 75     | 7      | 3            | 0            | 2        | 0        | 0      | 0      | 0        | 0        | 80   | 7    |
| 総通算                     | 総通算   | 総通算             | 215    | 8      | 14           | 0            | 14       | 1        | 3      | 0      | 4        | 2        | 268  | 17   |

## タイトル

### 個人
- PFA年間ベストイレブン：2011-12